# Metton
Metton är en by i civil parish Sustead, i distriktet North Norfolk, i grevskapet Norfolk i England. Byn är belägen 5 km från Cromer. Metton var en civil parish fram till 1935 när blev den en del av Sustead. Civil parish hade 86 invånare år 1931. Byn nämndes i Domedagsboken (Domesday Book) år 1086, och kallades då Hametuna/Metune.